# سمیر غوشه
سمیر غوشه (عربی: سمير غوشة)، (زاده: ۱۹۳۷ – درگذشته: ۳ اوت ۲۰۰۹) در قدس به دنیا آمد. او سیاستمدار فلسطینی و وزیر کار در شورای وزیران تشکیلات خودگردان فلسطین است، وی بعنوان دبیرکل جبهه مبارزه خلق فلسطین خدمت کرده‌است. در دهه ۱۹۶۰ به این جبهه پیوست و در سال ۱۹۶۷ به جنبش ملی عرب ملحق شد، در سال ۱۹۷۴ به عنوان دبیرکل جبهه انتخاب شد و رهبری آن را برای پیوستن به «جبهه مخالفت» برعهده داشت. در سال ۱۹۸۹ به عنوان عضو کمیته اجرایی سازمان آزادیبخش فلسطین انتخاب شد. وی از توافقنامه اسلو پشتیبانی نمود که منجر به ایجاد شکاف در رهبری خالد عبدالمجید شد. در ژانویه سال ۲۰۰۷، رئیس‌جمهور محمود عباس او را به عنوان رئیس دفتر امور خاورمیانه در قدس منصوب کرد.